# Nordtjärnen (Stensele socken, Lappland, 723557-155795)
Nordtjärnen är en sjö i Storumans kommun i Lappland och ingår i Umeälvens huvudavrinningsområde.